# Google Fiber
Google Fiber — компания в составе холдинга Alphabet, основной продукт — проект по созданию инфраструктуры сети широкополосного доступа к Интернет с помощью оптоволоконной связи. Проект реализован в двух частях городской агломерации Канзас-Сити (Канзас-Сити, Миссури и Канзас-Сити, Канзас), но уже планируется расширение в Канзас-Сити Северный, Канзас-Сити Южный, Вествуд, Вествуд Хиллс и Мишион Вудс. Город-первопроходец выбирался по конкурсу. О своём выборе Google объявила 30 марта 2011.
К июлю 2012 инфраструктура сети была успешно проложена и готова к эксплуатации. Тогда же Google озвучила тарифные планы на доступ к сети. Было предложено три тарифных плана: бесплатный широкополосный доступ, 1 Гбит/с за 70 долларов в месяц, а также предыдущий вариант, но с ТВ-сервисом за 120 долларов в месяц. Помимо доступа в Интернет подписчики получают 1 терабайт хранилища Google Диска, а подписчики ТВ-плана получают ещё и DVR с 2 терабайтами памяти для записи телепередач. Примечательно, что видеорекордер может записывать до 8 телеканалов одновременно, а в комплекте с ТВ-комплектом идёт Nexus 7, который используется как пульт для управления всей системой. Вдобавок ТВ-сервис способен передавать видеопоток на iPad и планшеты на базе Android.

## Тарифные планы
| План                                              | Gigabit + TV                                                                                         | Gigabit                                   | Free Internet                             |
| ------------------------------------------------- | --- | ----------------------------------------- | ----------------------------------------- |
| Цена                                              | $130/мес (подключение бесплатно*)                                                                    | $70/мес (подключение бесплатно*)          | $0/мес** ($300 подключение)               |
| Скорость доступа в Интернет (скачивание/загрузка) | 1 Гбит/с / 1 Гбит/с                                                                                  | 1 Гбит/с / 1 Гбит/с                       | 5 Мбит/с / 1 Мбит/с                       |
| TV сервис в комплекте                             | Да                                                                                                   | Нет                                       | Нет                                       |
| Объём хранилища в комплекте                       | 2 TB DVR Storage (возможна запись 8-ми потоков одновременно) 1 TB Google Drive                       | 1 TB Google Drive                         | Нет                                       |
| Аксессуары в комплекте                            | Nexus 7 планшет TV приставка Сетевая приставка Приставка видеорекордера(DVR) Chromebook(опционально) | Сетевая приставка Chromebook(опционально) | Сетевая приставка Chromebook(опционально) |

* при обязательном пользовании Google Fiber не менее 1 года
** бесплатный сервис гарантируется в течение 7 лет

## Техническая спецификация
Google Fiber имеет пропускную способность в 1 Гбит/с, что примерно в 100 раз быстрее, чем есть у среднестатистического американца сейчас[когда?].

## Города-участники
Активные
- Канзас-Сити, Миссури
- Канзас-Сити, Канзас
- Прово, Юта

Планируемые
- Остин, Техас
- Канзас-Сити Северный
- Канзас-Сити Южный
- Вествуд
- Вествуд Хиллс
- Мишион Вудс
- Кэри

## Юмор со стороны Google
1 апреля 2012 года в День дурака Google объявил, что они используют не оптоволокно, а специальное съедобное волокно, которое содержит всё необходимое для поддержания активности, энергичности и производительности организма человека.